# Petrică Popa
Petrică Popa (n. 3 iulie 1929, Hunedoara, Hunedoara, România – d. 7 iunie 2013, București, România) a fost un actor român cu o bogată activitate în teatru, radio, televiziune și film.

## Biografie
Petrică Popa, fiu al lui Teodor și Ana, s-a născut la Hunedoara pe 3 iulie 1929 într-o familie de cărturari ardeleni. Tatăl un împătimit profesor de limba și literatura română, preocupat de istorie a publicat primele cărți documentate despre Iancu de Hunedoara și Castelul Corvineștilor.
Pasionat și de teatru a organizat și regizat spectacole la Gimnaziul de băieți, al cărui director era. Astfel că fiul, de mic a luat contact cu atmosfera unui spectacol. Mama, din veche spiță de preoți Greco-catolici, s-a dedicat creșterii celor 5 copii în spiritul iubirii de neam, a cinstei, demnității și bunei cuviințe, marcând trainic structura morală a acestora.
Copilăria: cei 12 ani petrecuți la Hunedoara i-au oferit ocazia de a avea o copilărie minunată.

## Studii
În anul 1941 familia s-a mutat în Timișoara, unde Petrică Popa a urmat cursurile unui liceu de elită “Constantin Diaconovici Loga” acolo dobândind o solidă cultură generală. Fiind înzestrat cu sensibilitate, fantezie, cu simț al umorului și expresivitate mimică deosebită, a avut de timpuriu o opțiune clară și o puternică chemare spre artă, astfel că: în paralel cu liceul a frecventat cursurile Conservatorului de Artă.

## Studii superioare
Facultatea de Teatru – Secția Dramă-Comedie la Institutul de Artă din Timișoara - absolvită în anul 1949, unde a avut șansa să studieze arta actorului cu 2 artiști de mare cultură și talent, Lilly Bulandra și Ștefan Braborescu, care l-au învățat nu doar necesarele noțiuni și practici actoricești, ci și respectul pentru artă, răspunderea pentru ceea ce oferi publicului, marea conștiinciozitate în pregătirea profesională.

## Activitatea profesională
După Război a activat la Tineretul Țărănist și Asociația Creștină a Tinerilor-YMCA.
A făcut trupa “Veselia” cu care s-a deplasat în comunele mărginașe Timișoarei, în timp ce urma Conservatorul de artă în paralel cu liceul.
A activat si la Teatrul de Păpuși din Timișoara in 1949, pe când era studentul d-nei Florica Teodoru.
Debutul ca actor a avut loc la Teatrul de Stat din Turda unde a colaborat cu regizori importanți ai acelei perioade: Val Mugur și Ion Olteanu.
A fost descoperit și adus la București în 1954 de către Ion Șahighian (reputat regizor, șef de școală, mentor al mai multor generații de actori) la Teatrul Armatei, în prezent Teatrul “Nottara”, scenă pe care a jucat timp de 52 de ani neîntrerupți.
Tânărul actor și-a dobândit repede valențele artistice, cultura și inteligența l-au ajutat să-și creeze lungul șir de tipuri umane de cea mai mare diversitate, impunându-se treptat prin talent, muncă și perseverență, cât și prin decență, modestie, bună creștere.
Distribuit de către Lucian Pintilie în piesa “Așa va fi” de C. Simenov, în rolul Vasea, interpretarea sa a fost evidențiată printr-un premiu la Festivalul Tinerilor actori din 1957.
Au urmat roluri interesante, pitorești care aveau o notă distinctă în ansamblul comediilor de mare succes la public ca: “Pygmalion” de G. B. Shaw, “Sonet pentru o păpușă” de Sergiu Fărcășan, “Sentimente și naftalină” de S. Drăgușanu, “Întâlnire la Senlis” de J. Anoulih, “Oameni feluriți” de A. Holban.
De asemenea roluri de compoziție comică dar și dramatică în piese ca “Gaițele” de Al. Chirițescu, “Livada de vișini” de A. P. Cehov, “Rețeta Macropulos” de K. Capek, “Cyrano de Bergerac” de E. Rostand, “O lună la țară” de Turgheniev, “Timon din Atena” de Shakespeare, “Antonius și Cleopatra” de Shakespeare.
După interpretarea de excepție a lui Calandro din “Calandria” – piesa cardinalului B. D. da Bibiena din Renașterea Italiană (în rolul unui bogataș corupt și onctuos de o odioasă moralitate) a urmat rolul Mihalache Dometie din “Martorii sunt de față” de V. Stoenescu, portret atât de autentic și expresiv nuanțat, bine particularizat din cuprinzătoarea tagmă a proștilor, veleitarilor, ipocriților din totdeauna, rol distins cu premiu de interpretare la Festivalul teatrului istoric de la Craiova 1986.
A fost aplaudat în spectacole de mare succes, deosebit de longevive precum: “Băieții veseli” de H. Nicolaide, “Adio Charlie” de G. Axelrod, “Idioata” de M. Achard, “Călătorie cu scandal” de Labiche, “Mizerie și noblețe” de E. Scarpetta.
In anul 1984 la reluarea piesei “Citadela Sfărâmată” de Horia Lovinescu presa a remarcat siguranța și ineditul interpretării avocatului Grigore Dragomirescu ridicol și prăfuit. Cu totul alte tipuri umane au fost Polonius din parafraza după Hamlet “Rosenkranz și Guilderstern” de Tom Stopard sau Rectorul de Clausat din “Laurii domnului Schutz” de J. N. Fenwick, Anselm din “Avarul” de Molière sau Episcopul Folliot din “Thomas Becket” de J. Anouilh.
O clară reușită, general recunoscută a fost interpretarea lui Ipingescu din “O noapte furtunoasă” de I. L. Caragiale în regia lui Dan Micu (spectacol premiat în 1987). A cântat și a dansat în musicaluri ca “Lady X”, “Cuibul”,”Sus pe acoperiș în sac”, “Miresele căpitanului”.
Dar câtă muncă, studiu și documentare, rezistență fizică și nervoasă, câtă risipă de fantezie comică, pătrundere psihologică și bineînțeles cât har al interpretării pretindea fiecare creație de acest gen, căci “actorul de pe scenă nu joacă și nici nu se joacă, ci trăiește cu adevărat, se consumă ca o torță și din el nu mai rămâne la sfârșitul spectacolului decât amintirea unui om care s-a dăruit semenilor săi”. Petrică Popa nu se repeta în roluri, chiar dacă erau apropiate ca structură interioară, de fiecare dată căuta aspecte noi, în compozițiile sale, cu tact artistic și bun gust.
În cei peste 50 de ani în care a activat pe scena Teatrului “Nottara” a avut multe satisfacții dar și dezamăgiri. O viață plină în care nimic nu i-a știrbit bonomia, a rămas mereu tânăr și la fel de generos. A fost o memorie vie a teatrului.

## Roluri importante în teatru - selecție
- Boris: în piesa “Zoia” de M. Aligher (debut), regia Ion Olteanu
- Sam: în piesa “Negrul Sam” de I. Atanasiu, regia Val Mugur
- Mihai: în “Cantonul 88” de C. Dragoman, regia Ion Olteanu
- Alexei: în “Moștenirea fatală” de A. Seinin, regia Val Mugur
- Prosper Ladino: în “Pârjolul” de C. Petrescu, regia Ion Șahighian
- Vasia: în “Așa va fi” de N. Simonov, regia Lucian Pintilie
- Pickering: în “Pygmalion” de G. B. Shaw, regia Sanda Manu
- Stavridi: în “Cântec despre marinari” de B. Lavreniev, regia Ion Șahighian
- Le Bret: în “Cyreano de Bergerac” de E. Rostand, regia George Rafael
- Tyler: în “Richard al III-lea” de W. Shakespeare, regia Ion Șahighian
- Biliboncea-Bașchirache (rol dublu): în “Sonet pentru o păpușă” de S. Fărcășan, regia Lucian Giurchescu
- Vitek: în “Rețeta Makropulos” de K. Capek, regia Val Săndulescu
- Georges Duduleanu: în “Gaițele” de Al. Kirițescu, regia G. Rafael
- Mihai: în “Oameni feluriți” de Anton Holban, regia Dan Nasta
- Ipingescu: în “O noapte furtunoasă” de I. L. Caragiale, regia Dan Micu
- Primarul: în “Audiență la consul” de Ion Brad, regia Ion Cojar
- Lucius: în “Timon din Atena” de W. Shakespeare, regia Dinu Cernescu
- Calandro: în “Calandria” de Dovizzi da Bibiena, regia Costin Marinescu
- Grigore Dragomirescu: în “Citadela sfărâmată” de Horia Lovinescu, regia Mihai Berechet
- Cucuvea: în “Ploaia și anchetatorul” de L. Teodorescu, regia Olimpia Arghir
- Savu Traian: în “Insomnie” de Al. Dohotaru, regia Alexandru Dabija
- Mihalache Dometie: în “Martorii sunt de față” de V. Stoenescu, regia Cristian Hadjiculea
- Colibaș: în “Sfântul Mitică Blajinul” de A. Baranga, regia Anca Ovanez
- Voiculescu: în “Sentimente și naftalină” de S. Drăgușanu, regia Mihai Berechet
- Mayerling: în “Adio Charlie” de G. Axelrod, regia G. Rafael
- Bătrânul Pianist: în “Bătrânul copil minune” de A. Storin. regia G. Rafael
- Avram: în “Ultimul mesaj” de L. Fulga, regia Dan Nasta
- Piscik: în “Livada de vișini” de A. P. Cehov, regia Dominic Dembinski
- Anselm: în “Avarul” de Molière, regia Mircea Cornișteanu
- Polonius: în “Rosenkranz și Guilderstern” (Actori și trădători) de T. Stoppard, regia Tudor Mărăscu
- Kranski: în “Transfer de personalitate” de Dumitru Solomon, regia M. Cornișteanu
- Delachaume: în “Întâlnire la Senlis” de J. Anouilh, regia Geo Saizescu
- Episcopul Folliot: în “Thomas Becket” de J. Anouilh, regia Alex. Repan
- Pădureț: în “Omul care…” de H. Lovinescu, regia G. Rafael
- Bering: în “Tragedia optimistă” regia G. Jora
- Julien Maurestan: în “Idioata” de M. Achard, regia V. Paraschiv
- Gaetano: în “Mizerie și noblețe” de E. Scarpetta, regia Mihai Berechet
- Psihiatrul Popescu: în “Jaguarul roșu” de P. Luscalov, regia Sanda Manu
- Henz: în “Băieții veseli” de H. Nicolaide, regia M. Avram
- Pecunius: în “Lady X” de E. Mirea, regia G. Rafael
- Buju: în “Ciorba de potroace” de S. Fărcășan, regia Sanda Manu
- Dan: în “Zizi și formula ei de viață” de S. Drăgușanu, regia Sanda Manu
- Pciolca: în “Bucătăreasa” de A. Sofronov, regia M. Avram
- Perry: în “Absența unui violoncel” de Ira Wallach, regia Val Săndulescu
- Lucien: în “Călătorie cu scandal” de Labiche, regia Sanda Manu
- Vicu: în “Cuibul” de Tudor Popescu, regia Dominic Dembinski
- Zaițev: în “Sus pe acoperiș în sac” de V. Kataev, regia Val Săndulescu
- Prior 2: în “Îngeri în America” de Tony Cushner, regia Theodor Cristian Popescu
- Bill Fox: în "Vino la pod iubita mea" de Kiszely Gabor, regia Alexandru Repan
- Preotul: în “Nanny” de James Mac Guire, regia Tom Ferriter (New York)
- Erronius: în “Miresele căpitanului” după Plaut, regia Petre Bokor
- Subcomisarul și unchiașul: în “Capul de rățoi” de George Ciprian, regia Răzvan Dincă

A fost ultimul său rol, la premieră fiind sărbătorit pentru cei peste 50 de ani în care a jucat neîntrerupt pe scena Teatrului Nottara.

## Filmografie
- Străzile au amintiri (1962)
- Anotimpuri (1964) - Petrică[2]
- Cartierul veseliei (1965)
- Metamorfoze (1972)
- Evadarea (1975)
- La târg, la Milano (1977) - Șeful
- Când vine barza (TV, 1991)
- Straniul paradis (TV, 1995)
- Frumoșii nebuni ai marilor orașe (film TV, 1997)
- Ciocârlia (TV, 2002)

## Teatru TV
- Războiul domnului de Beaumarchais după Lion Feuchtwanger - ca  șeful de secție, Lenoir[3]
- Mincinosul de Carlo Goldoni
- De Pretore Vincenzo de Eduardo De Filippo
- Filidor de Gib Mihăescu
- Avarul de Molière
- Slugă la doi stăpâni de Carlo Goldoni
- Insomnie de Adrian Dohotaru

## Colaborarea cu Televiziunea și Radioul
Peste 200 de apariții pe micul ecran în emisiuni de divertisment, Schițe umoristice, Telemagazin, Emisiuni pentru sate, Varietăți cu public sau Revelioane cât și colaborări la radio: Teatru la microfon, Emisiuni de satiră și umor, Unda veselă, în regia unor importanți regizori ca: Ion Vova, Constantin Dicu,Cornel Todea, Petre Bokor, Sergiu Ionescu, Tudor Mărăscu, Cristian Munteanu s.a.
A scris și a interpretat la radio și televiziune scenarii și miniaturi umoristice pentru Ora veselă și emisiuni de divertisment.

## Activitate socială
-Membru fondator UNITER, la 19 Septembrie 1990 ales să facă parte din conducerea secției de actori
-Munca cu amatorii a fost pentru el o plăcere, un hobby, obțînând importante premii cu formațiile de teatru și brigăzile artistice pe care le-a îndrumat.